# Aziel Jackson
Aziel Christopher Jackson (ur. 25 października 2001 w Nowym Jorku), znany również jako AZ – amerykański piłkarz występujący na pozycji pomocnika w polskim klubie Jagiellonia Białystok oraz w reprezentacji Stanów Zjednoczonych.

## Kariera klubowa
Jackson dołączył do akademii New York Red Bulls w 2014 roku, grając tam do 2017 roku. Następnie przeprowadził się z rodziną do Francji i został zawodnikiem akademii Toulouse FC (2017–2018). Trenował również w drużynie Blagnac FC występującej w Championnat National 3. W 2019 roku wrócił do USA i grał w akademii Crossfire FC oraz trenował z Seattle Sounders FC.
30 kwietnia 2021 roku Jackson podpisał kontrakt z klubem Minnesota United FC. 24 sierpnia 2021 został wypożyczony do North Carolina FC z ligi USL League One.
7 listopada 2022 Jackson został zawodnikiem St. Louis City SC, a 18 czerwca 2024 przeniósł się do Columbus Crew.
23 lipca 2025 roku Jackson podpisał trzyletni kontrakt z opcją przedłużenia o rok, stając się zawodnikiem Jagiellonii Białystok, występującej w polskiej Ekstraklasie.

### Kariera reprezentacyjna
20 stycznia 2024 Jackson zadebiutował w seniorskiej reprezentacji Stanów Zjednoczonych w meczu towarzyskim przeciwko Słowenii.

## Statystyka
(aktualne na dzień 4 maja 2025)
| Klub                     | Sezon           | Liga            | Liga | Liga | Puchar kraju | Puchar kraju | Inne | Inne | CONCACAF/ Europa | CONCACAF/ Europa | Suma | Suma |
| Klub                     | Sezon           | Liga            | M.   | Br.  | M.           | Br.          | M.   | Br.  | M.               | Br.              | M.   | Br.  |
| ------------------------ | --------------- | --------------- | ---- | ---- | ------------ | ------------ | ---- | ---- | ---------------- | ---------------- | ---- | ---- |
| Blagnac FC               | 2018/19         | National 3      | 4    | 0    | –            | –            | –    | –    | –                | –                | 4    | 0    |
| Minnesota United         | 2021            | MLS             | 0    | 0    | –            | –            | –    | –    | –                | –                | 0    | 0    |
| Minnesota United         | 2022            | MLS             | 0    | 0    | 2            | 0            | –    | –    | –                | –                | 2    | 0    |
| Minnesota United         | Ogólnie         | Ogólnie         | 0    | 0    | 2            | 0            | –    | –    | –                | –                | 2    | 0    |
| North Carolina FC (wyp.) | 2021            | USL League One  | 12   | 1    | –            | –            | –    | –    | –                | –                | 12   | 1    |
| Minnesota United II      | 2022            | MLS Next Pro    | 23   | 10   | –            | –            | –    | –    | –                | –                | 23   | 10   |
| St. Louis City SC        | 2023            | MLS             | 25   | 1    | 2            | 2            | 2    | 0    | 2                | 0                | 31   | 3    |
| St. Louis City SC        | 2024            | MLS             | 16   | 0    | 0            | 0            | –    | –    | 2                | 0                | 18   | 0    |
| St. Louis City SC        | Ogólnie         | Ogólnie         | 41   | 1    | 2            | 2            | 2    | 0    | 4                | 0                | 49   | 3    |
| St. Louis City II        | 2023            | MLS Next Pro    | 8    | 1    | –            | –            | –    | –    | –                | –                | 8    | 1    |
| Columbus Crew II         | 2024            | MLS Next Pro    | 1    | 0    | –            | –            | –    | –    | –                | –                | 1    | 0    |
| Columbus Crew            | 2024            | MLS             | 9    | 2    | 0            | 0            | 1    | 0    | 1                | 0                | 11   | 2    |
| Columbus Crew            | 2025            | MLS             | 11   | 2    | 0            | 0            | –    | –    | 2                | 0                | 13   | 2    |
| Columbus Crew            | Ogólnie         | Ogólnie         | 20   | 4    | 0            | 0            | 1    | 0    | 3                | 0                | 24   | 4    |
| Jagiellonia Białystok    | 2025/26         | Ekstraklasa     | 0    | 0    | 0            | 0            | 0    | 0    | 0                | 0                | 0    | 0    |
| Ogólnie kariera          | Ogólnie kariera | Ogólnie kariera | 109  | 17   | 4            | 2            | 3    | 0    | 7                | 0                | 123  | 19   |